# الیزه لیم
 الیزه لیم (فرانسوی: Alizé Lim‎؛ زاده ۱۳ ژوئیهٔ ۱۹۹۰) یک تنیس‌باز اهل فرانسه است. 